# Nove ospiti per un delitto
Pour plus de détails, voir Fiche technique et Distribution.
Nove ospiti per un delitto est un giallo italien réalisé par Ferdinando Baldi et sorti en 1977.

## Synopsis
Neuf personnes en vacances sur une île isolée sont harcelées et assassinées par un tueur inconnu. 

## Fiche technique
- Titre original italien : Nove ospiti per un delitto[1]
- Réalisateur : Ferdinando Baldi
- Scénario : Fabio Pittorru (it)
- Photographie : Sergio Rubini
- Montage : Ferdinando Baldi
- Musique : Carlo Savina
- Décors : Giovanni Licheri (it)
- Société de production : International Movies
- Pays de production :  Italie
- Langue originale : italien
- Format : Couleurs - 1,85:1 - Son mono
- Durée : 90 minutes
- Genre : Giallo
- Dates de sortie :
  - Italie : 12 janvier 1977

## Distribution
- Arthur Kennedy : Ubaldo
- Rita Silva : Greta
- John Richardson : Lorenzo
- Venantino Venantini : Walter
- Dana Ghia : Tante Elisabetta
- Massimo Foschi : Michele
- Caroline Laurence : Giulia
- Sofia Dionisio (sous le nom de « Flavia Fabiani ») : Carla
- Loretta Persichetti : Patrizia